# آلفرد بستال
آلفرد بستال (انگلیسی: Alfred Bestall; زاده ۱۴ دسامبر ۱۸۹۲ – درگذشته ۱۵ ژانویهٔ ۱۹۸۶) یک تصویرگر اهل بریتانیا بود.